# 江起蛟
江起蛟（浙江）為中國清朝武官，本籍福建。
行伍出身的江起蛟於1764年（乾隆29年）奉旨接替龔宣，擔任澎湖水師協副將，而隸屬台灣鎮之下。此官職職等為正二品，是清治台灣時期扼守台灣海峽的重要武將，並統帥兩標水營，數千名水師兵勇。他就職不久，即卒於任。
| 前任： 龔宣 | 澎湖水師協副將 1764年上任 | 繼任： 戴福 |